# Isla Nabuyongo
Isla Nabuyongo también conocida como Godsiba, es una pequeña isla en el lago Victoria, en el país africano de Tanzania. Durante la Primera Guerra Mundial fue el lugar donde se produjo la acción naval entre barcos de vapor británicos y alemanes. Administrativamente forma parte de la Región de Kagera, al norte de Tanzania.